# Honey Don't
«Honey Don't» es una canción escrita por Carl Perkins, lanzado originalmente el 1 de enero de 1956 como el lado B del sencillo "Blue Suede Shoes". Ambas canciones se convirtieron en clásicos del rockabilly. Ha sido interpretada por más de 20 artistas, incluyendo a The Beatles, Ronnie Hawkins y Johnnie Rivers.

## Historia
Según David McGee, autor del libro Go, Cat, Go! The Life and Times of Carl Perkins, the King of Rockabilly, Carl Perkins la canto por primera vez en un ensayo con su banda, que en ese momento estaba conformada por los hermanos Perkins y WS Holland: 
- Carl Perkins - guitarra y voz
- Jay Perkins - guitarra acústica y coros
- Clayton Perkins - bajo standup
- W. S. Holland - batería.

Cuando Carl toco por primera vez la canción con Jay, él protestó que los acordes sonaban muy raros. En un principio, Jay se negó a seguir, pero Carl, convencido estaba que era algo diferente, y hoy en día los acordes sob uno de los aspectos más interesantes de la canción. 

## Versión de The Beatles
The Beatles grabaron su versión el 26 de octubre de 1964, y fue una de las últimas canciones grabadas para Beatles for Sale, que fue lanzado en el Reino Unido el 4 de diciembre de 1964. Fue publicada en Estados Unidos el 15 de diciembre en el álbum Beatles '65.
Aunque John Lennon había cantado la canción en vivo, Ringo Starr lo hizo para el álbum, por su necesidad de ser el cantante para una canción en el álbum.
Una versión cantada por Lennon está disponible en Live at the BBC. George Harrison era un fanático de Perkins, y Starr cantó "Honey Don't" en el Concert for George, que se celebró en el Royal Albert Hall de Londres el 29 de noviembre de 2002, el primer aniversario de la muerte de Harrison.

### Personal
- Ringo Starr - cantante, batería (Ludwig Super Classic) y pandereta.
- George Harrison - guitarra líder (Gretsch Tennessean) y guitarra eléctrica (Gretsch Country Gentleman).
- John Lennon - guitarra rítmica acústica (Gibson J-160e) y guitarra rítmica (Rickenbacker 325c64).
- Paul McCartney - bajo (Höfner 500/1 63').

Personal por Ian MacDonald.

## Otras versiones
- Billy "Crash" Craddock versionó la canción en su álbum de 1986 Crash Craddock.
- Johnny Rivers interpretó la canción en su álbum Memphis Sun Recordings, publicado en 1991.
- Raul Seixas versionó la canción en su álbum de 1975 Novo Aeon.